# Operaciones ferroviarias de la BRT y BMT
A inicios de 1899, la Compañía de Tránsito Rápido de Brooklyn (BRT; 1896-1923) y la Corporación del Tránsito de Brooklyn-Manhattan (BMT; 1923-1940) operaban todas las líneas ferroviarias en la ciudad de Nueva York, Estados Unidos - al principio sólo operaban las líneas ferroviarias elevadas pero después empezaron a operar las líneas subterráneas. Hasta 1907, estas líneas estaban arrendadas por el Ferrocarril Brooklyn Heights, en la cual también operaba las líneas de superficie de la BRT. En 1907, el arrendamiento del Ferrocarril Elevado de Brooklyn Union fue cancelado, por lo que esta empresa empezó a operar la mayoría de las líneas de tránsito rápido. La nueva empresa - el New York Consolidated Railroad - fue establecida en 1912 como subsidiaria del tránsito rápido, y ese mismo año el Ferrocarril Municipal de Nueva York fue establecido en los contratos Dobles de la ciudad, bajo la cual la BRT tendría extensiones a las líneas elevadas y subterráneas. En 1923, como parte de la reorganización de la BRT en la BMT, las dos empresas se fusionaron para formar la Corporación de Tránsito Rápido de Nueva York; se estableció la Corporación de Tránsito Rápido de Brooklyn y Queens de manera similar en 1929 como una subsidiaria para las líneas superficiales. Cuando en 1940 la Junta de Transporte de la Ciudad de Nueva York tomó la BMT, la empresa dejó de operar.
Las siguientes construcciones fueron hechas bajo los contratos 4:
- Broadway Subway, Bajo Manhattan hacia Long Island City, Queens
- Canal Street Subway, Bajo Manhattan
- Centre Street Loop Subway, Bajo Manhattan
- Gravesend Avenue Elevated, Coney Island hacia Sunset Park, Brookyln
- Eastern District Subway, Midtown Manhattan hacia East New York, Brooklyn
- Fourth Avenue Subway, Bay Ridge, Brooklyn hacia el centro de Brooklyn
- New Utrecht Avenue Elevated, Coney Island, Brooklyn hacia Sunset Park, Brooklyn
- Trackage rights sobre Astoria Elevated y Corona Elevated en Queens, y arrendada al Interborough Rapid Transit Company

Las siguientes construcciones fueron hechas por la propia cuenta del Ferrocarril Municipal de Nueva York
- Reconstrucción de la Brighton Beach Elevated, Coney Island
- Flatbush Avenue Subway, Prospect Park, Brookyln hacia Brooklyn
- Jamaica Avenue Elevated, Cypress Hills, Brooklyn hacia Jamaica, Queens
- Liberty Avenue Elevated, City Line, Brooklyn hacia Ozone Park, Queens
- Lutheran Cemetery Elevated, Ridgewood, Queens hacia Middle Village, Queens
- Reconstrucción de la línea Sea Beach, Coney Island hacia Bay Ridge, Brooklyn
- Stillwell Avenue Terminal en Coney Island
- Tres vías expresas en el Broadway Elevated, Fulton Street Elevated, y el Myrtle Avenue Elevated